# Реальное училище (Изюм)
Реальное училище — образовательное учреждение, открытое в городе Изюме Харьковской области в 1882 году. В наше время в этом здании расположена общеобразовательная школа № 4.

## История

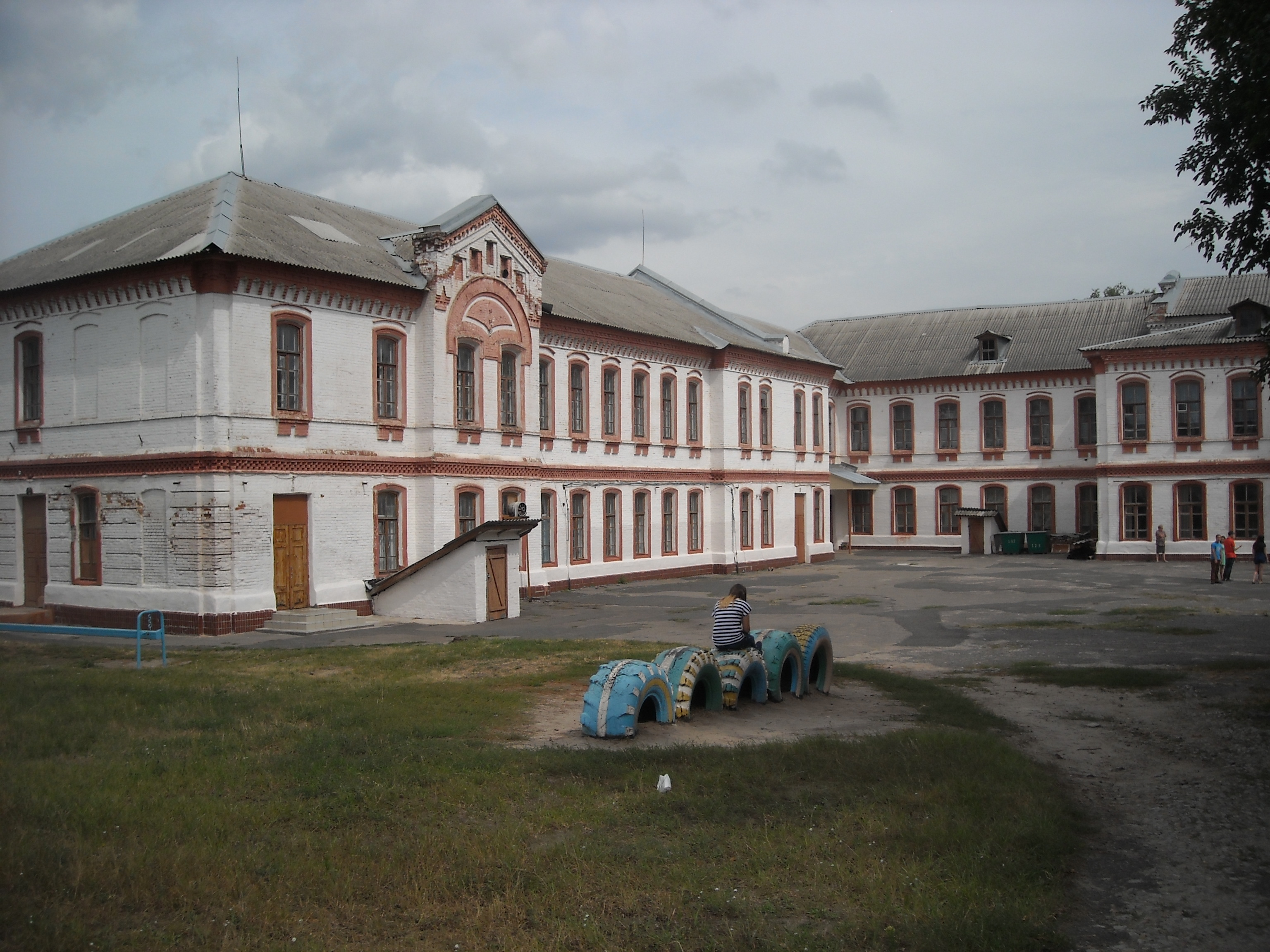
Здание с тыльной стороны, 2014 год

В 1882 году губернатор подписал решение о создании в городе Изюме реального училища. До этого в Изюме работало только женское училище, в котором получали образование 39 учениц из дворянских семей. После подписания указа началось строительство училища. Учебное заведение было открыто 15 августа 1882 года. В него приняли 100 учеников. В училище был подготовительный класс, 6 основных классов и один дополнительный. Здесь работало две библиотеки — одна из них была фундаментальной, в ней находилось около 3 тысяч томов разной литературы, и вторая библиотека была ученической, в ней хранилось около 1000 томов. В фундаментальной библиотеке были книги художественного и исторического содержания, художественная литература. Пользоваться библиотекой имели возможность учители и ученики старших классов с разрешения классного руководителя. В реальном училище изучали три иностранных языка, рисование, черчение, математику, физику, химию. Рядом с училищем был ботанический сад и метеостанция. Преподаватели училища организовывали литературные и музыкальные вечера, выступления духового оркестра и хора. В реальном училище обучались преимущественно дети состоятельных родителей.
5 марта 1917 года у этого здания состоялся митинг трудящихся.
В 1918 году в училище проводила заседания фракция большевиков. В 1919 году здесь работал штаб 13-й армии, которая вела борьбу с белой армией. В 1920 году в бывшем реальном училище был техникум и работал рабфак. В 1920 году пять классов реального училища в Изюме окончил Дмитрий Иванович Турбин.
В 1925 году здесь открылась семилетняя украинская школа № 1.
В 1934 году на первом этаже дома была открыта российская школа № 4. Директором школы стала Мария Ивановна Проценко.
К началу Великой Отечественной войны школа выпустила два десятых класса. После начала войны в здании оборудовали госпиталь. Школа стала располагаться по улице Гоголя, Соборной и Пушкина. Во время оккупации помещение школы было разрушено. 5 февраля 1943 году при отступлении немецкие войска подожгли здание школы. Отстройка и восстановление здания длились в 1950—1951 годах. В 1950—1960 школа использовалась как база для Харьковского педагогического института, здесь проходили практику будущие филологи.
В этой школе учились: Н. А. Скрыпник, П. Е. Шелест, украинский писатель и учёный Д. Я. Шлапак, В. Кузнецов, академик В. Кононенко, В. Литвин, Н. Шпанович, О. Журов, О. Лукашова, Е. Дорошенко.
Сейчас в этом здании находится общеобразовательная школа № 4 города Изюма.
Здание реального училища в Изюме было построено в стиле классицизма. Строение признано историческим памятником архитектуры XIX века.

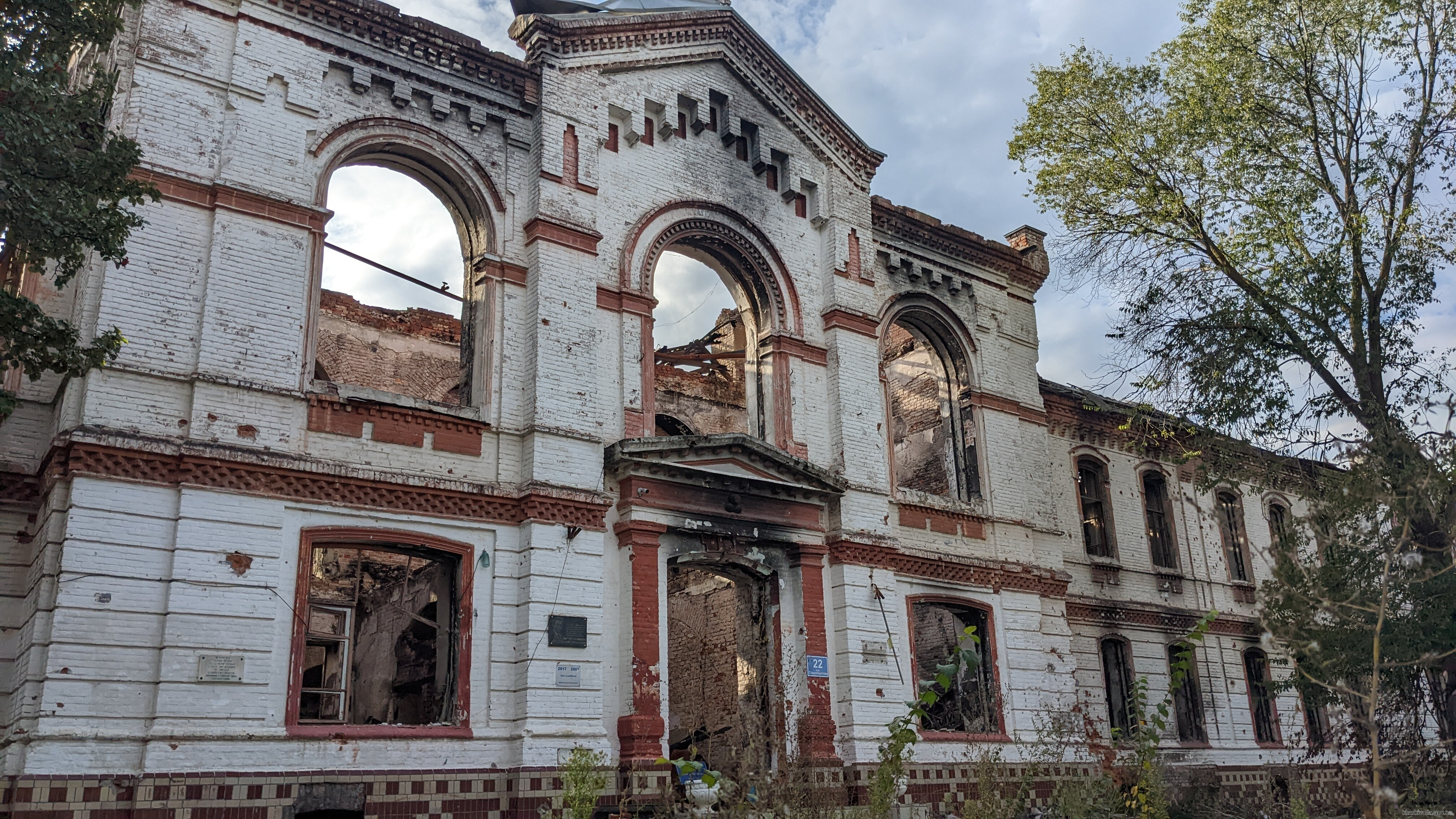
Здание после боёв за Изюм во время вторжения российских войск в Украину в 2022 году

В 2022 году здание было значительно повреждено в ходе боёв за Изюм.